# Eurycea rathbuni
Eurycea rathbuni és una espècie d'amfibi urodel que habita en unes cavernes i fonts a San Marcos Pool al comtat de Hays a l'estat de Texas dels Estats Units. Va ser descrit com a Typhlomolge rathbuni pel zoòleg noruex Leonhard Stejneger el 1896. Va ser reclassificat com Eurycea rathbuni el 1965 per Robert W. Mitchell i James R. Reddel.
Només es va observar en una zona molt petita d'uns 60 km². Aquesta espècie és sensible als canvis en la qualitat de l'aigua i, per tant, vulnerable als contaminants de les aigües subterrànies i la caiguda dels nivells d'aigua subterrània que pel bombeig excessiu. La protecció ha contribuït a fer augmentar a poc a poc la població. Nogensmenys és classificat com en perill crític.